# Hexhamshire
Hexhamshire war vom frühen 12. Jahrhundert bis 1572 eine Grafschaft im Norden Englands.
Die Grafschaft ging vermutlich aus einem Bezirk des Königreichs Northumbria um die Stadt Hexham, die ein Bischofssitz war, hervor. Später verlor Hexham seine Privilegien und wurde als Teil der Grafschaft County Durham angesehen.
Im frühen 12. Jahrhundert entschloss sich König Heinrich I., die Macht der Fürstbischöfe von Durham zu beschneiden, indem er ihr Herrschaftsgebiet verkleinerte. Er erhob Hexhamshire zu einer Grafschaft, deren Hauptstadt Hexham war.
Hexhamshire behielt den Status einer Grafschaft bis 1572, als sein Gebiet der traditionellen Grafschaft Northumberland zugeteilt wurde. 
Der Begriff Hexhamshire wird bis heute gelegentlich für das Gebiet der Gemeinden Hexham, Allendale und St. John Lee benutzt.
Koordinaten: 54° 55′ N, 2° 7′ W